# Rogelio
Rogelio ist – als spanische Form des spätrömischen Namens Rogelius – ein spanischer männlicher Vorname.
Eine Etymologie sieht den Namen als Form von Rogerius an, der latinisierten Form des germanischen Vornamens Roger. Eine andere Deutung sieht in dem Namen eine mögliche Ableitung von dem lateinischen Partizip Rogatus, d. h. „der Erbetene“.

## Namensträger
- Rogelio Farías (1949–1995), chilenischer Fußballspieler
- Rogelio Martínez Aguilar (* 1941), mexikanischer Diplomat
- Rogelio Naguil (†), uruguayischer Fußballspieler
- Rogelio Ortega (1915–198*), kubanischer Schachmeister
- Rogelio J. Pineiro (* 1961), US-amerikanischer Autor
- Rogelio de la Rosa (1916–1986), eigentlich Regidor de la Rosa, philippinischer Schauspieler, Politiker und Diplomat
- Rogelio Salmona (1927–2007), kolumbianischer Architekt
- Rogelio Sánchez González (1921–2011), mexikanischer römisch-katholischer Bischof